# Tumtum

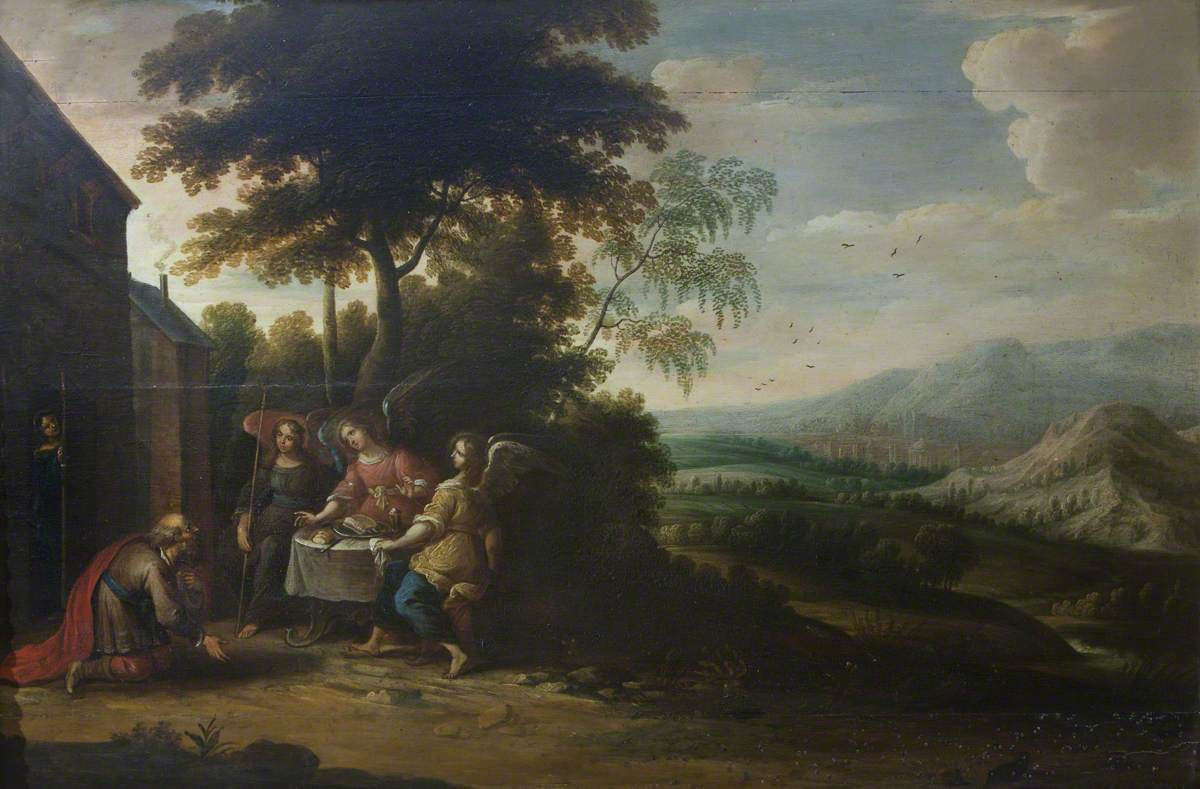
Abraham i Sara visitats per tres àngels, pintat entre 1581 i 1642. Segons el Talmud, tant Abraham com Sara van néixer tumtum.

Tumtum (de l'hebreu טומטום ; «amagat») és un terme que apareix a la literatura rabínica jueva. Normalment es refereix a una persona el sexe de la qual es desconeix perquè els seus genitals estan coberts o «ocults» o d'una altra manera irreconeixibles. Tot i que sovint s'agrupen, el tumtum té algunes ramificacions del halacà diferents de les dels androgynos, que tenen genitals tant masculins com femenins. Tot i que el tumtum no apareix a les Escriptures, sí que apareix en altra literatura.
El rabí reformista Elliot Kukla escriu: «Tumtum apareix 17 vegades a la Mixnà; 23 vegades a la Tosefta; 119 vegades al Talmud babilònic; 22 vegades al Talmud de Jerusalem i centenars de vegades al midraix, comentaris i halacà».
Al Talmud, Yevamot 64a, el rabí Ammi diu que es deia que les figures bíbliques Abraham i Sara havien nascut tumtum i infèrtils, i després es van convertir miraculosament en un marit i una esposa fèrtils en la seva vellesa. El rabí Ammi assenyala Isaïes 51, 1-2, dient que les referències a «la roca d'on vau ser tallat i al forat de la pedrera d'on vau ser excavat» simbolitzen que els seus genitals van ser descoberts i fets de nou.

## Etimologia
El diccionari del segle xi de Nathan ben Yehiel, Aruk (ערוך), diu que la paraula «tumtum» prové de la paraula hebrea «atum» (אטום), que vol dir «segellat».

## Característiques físiques
La descripció clàssica de les característiques físiques del tumtum diu que tenen una solapa de pell o una membrana que amaga els genitals femenins o masculins. Una forma de tumtum té testicles exposats i un penis no exposat. Mentre la pell cobreix els seus genitals, es consideren homes i dones dubtosos. Mentre hi hagi la pell, no poden ser circumcidats ni tenir relacions sexuals. El seu estatus de tumtum es pot canviar per cirurgia, encara que sempre tindran drets i deures diferents als d'altres homes i dones. El Talmud narra que un tumtum adult de la ciutat de Bairi es va operar per tallar aquesta pell, de manera que va poder tornar a classificar-se com a home. Més tard va tenir set fills. Els rabins difereixen en si els tumtum estan legalment obligats a fer-se aquesta cirurgia.
Aquesta descripció no coincideix exactament amb cap condició intersexual coneguda actualment.

## Rol de gènere
Els estudiosos actuals difereixen en si veuen el tumtum com un gènere diferent. El segle II, el Mixnà, el compendi més antic de la llei oral jueva, aporta l'opinió del rabí Meir que el tumtum no és un gènere diferent sinó un estat de dubte entre home i dona: «de vegades és un home i de vegades és una dona». Aquesta és la posició del judaisme tradicional. Segons el rabí reformista trasngènere Elliot Kukla, tumtum és un dels sis gèneres del judaisme clàssic, juntament amb homes, dones, androgynos, ay'lonit (una persona a la qual se li va assignar ser una dona en néixer, però és estèril i potser masculinitzat) i saris (un eunuc de naixement, ja sigui mitjançant la intervenció humana o una persona a la qual se li va assignar ser un home al néixer però que després es va feminitzar). Això, afirma, és un exemple de com el binarisme de gènere occidental no és universal per a totes les cultures.
Tot i que la definició de tumtum es basa en característiques físiques, això s'utilitza com a base per a rols, deures i prohibicions socials. Això es pot considerar efectivament un rol de gènere. Les obligacions o prohibicions més estrictes depenent del gènere s'apliquen al tumtum, perquè si realment el tumtum pot ser un home o una dona, no s'haurien de trencar les lleis ni per a homes ni per a dones. Els manaments positius dels quals les dones estan exemptes es consideren vinculants. La Mixnà (Zavim, 2, 1) diu que el tumtum i els androgynos tenen khumrot tant d'homes com de dones, és a dir, quan la llei és més estricta amb els homes que amb les dones, són tractats com a homes, però quan la llei és més estricta amb les dones, són tractats com a dones.